# 釜山现代美术馆
釜山现代美术馆（韓語：부산현대미술관）是大韓民国的一座市立現代美術館，位于釜山广域市沙下区洛東南路 1191号，即洛東江河口的乙淑島。美术馆展示面積5,910㎡，展示现代美术。2018年6月16日開館。

## 交通
- 最近的地铁站是釜山都市鉄道1号線下端站。